# Krab měnlivý
Krab měnlivý (Pachygrapsus marmoratus) je druh mořského kraba z čeledi Grapsidae.

## Popis

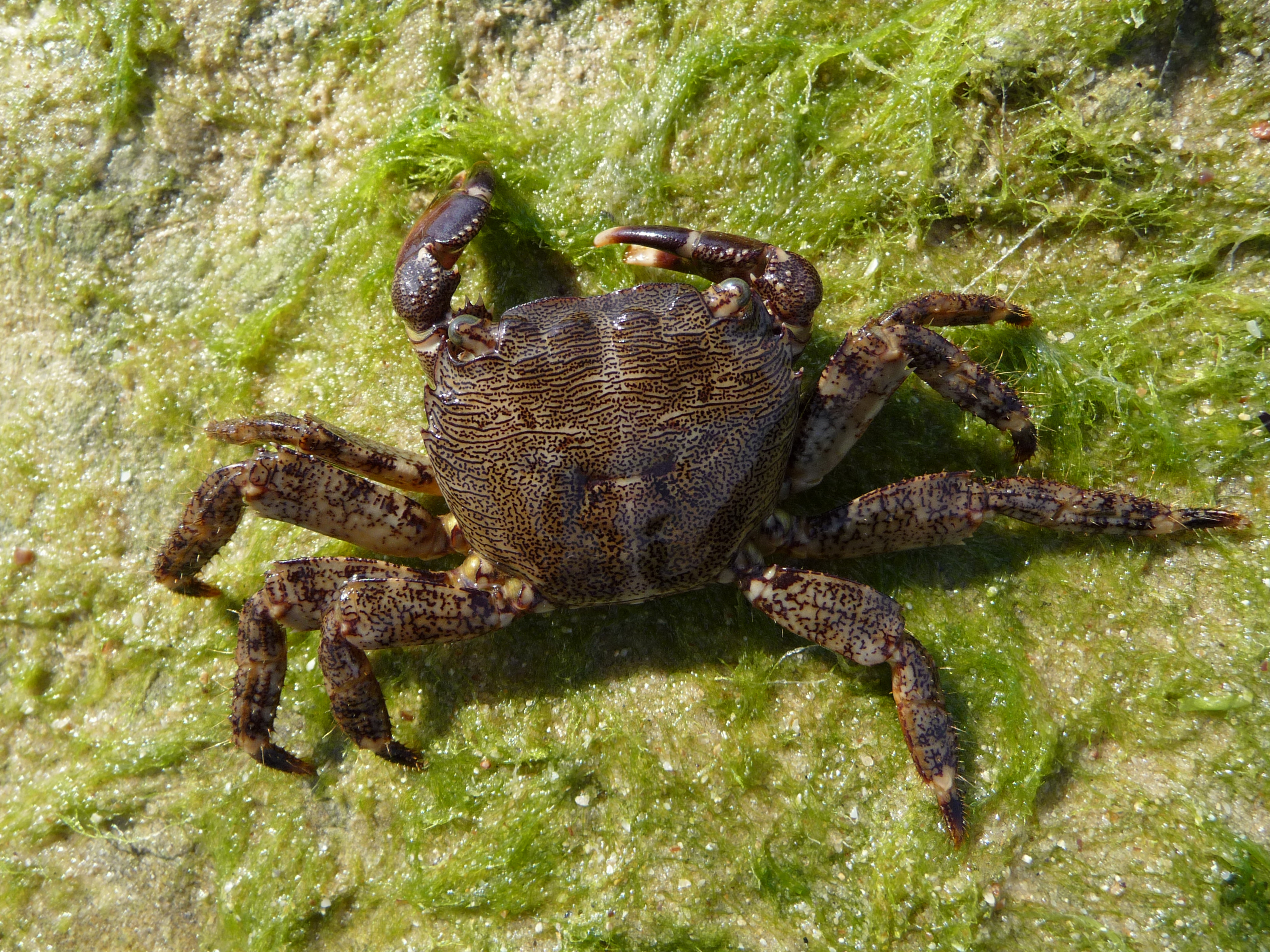
Krab měnlivý s viditelným karapaxem

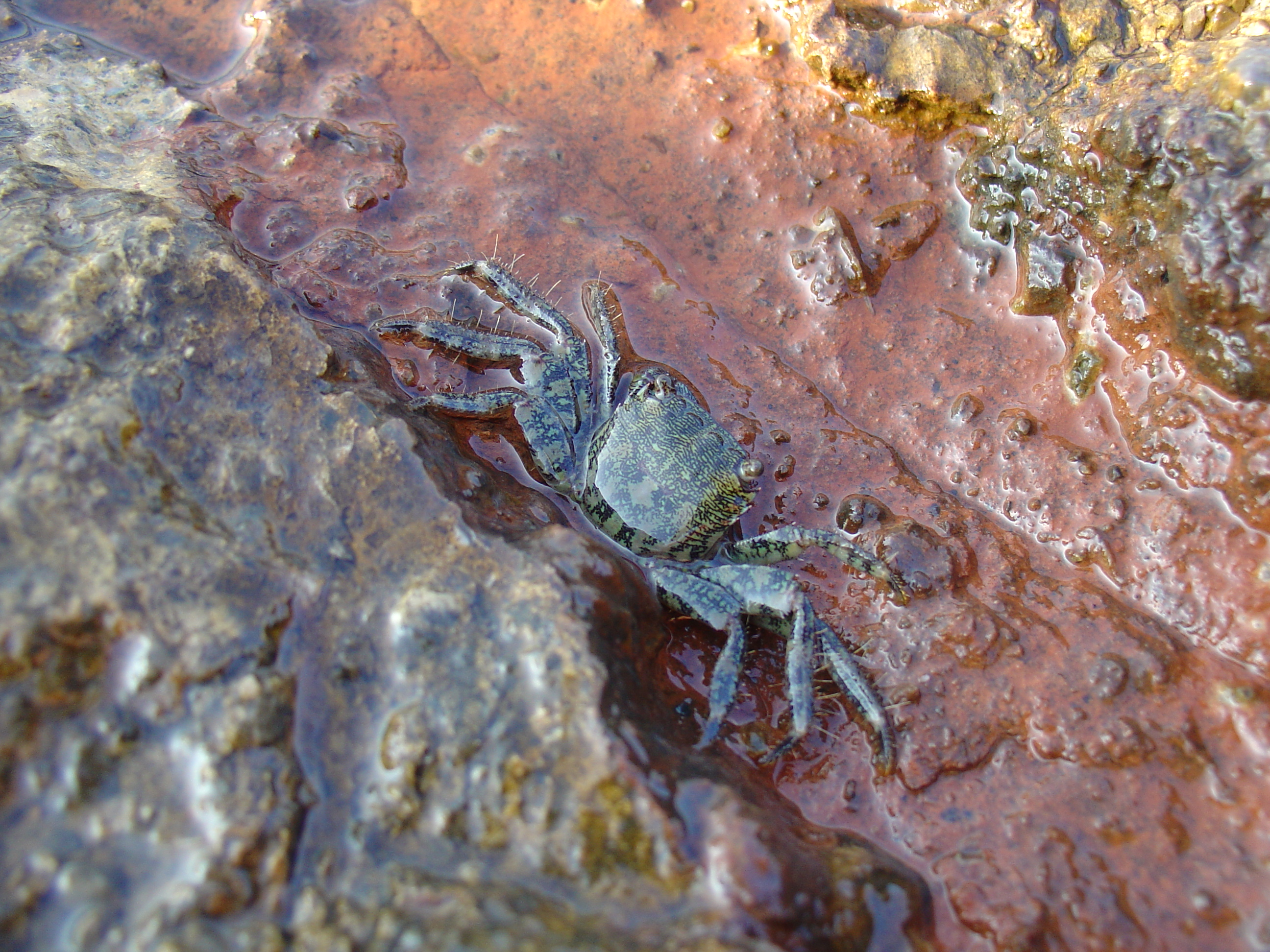
Krab měnlivý na skále

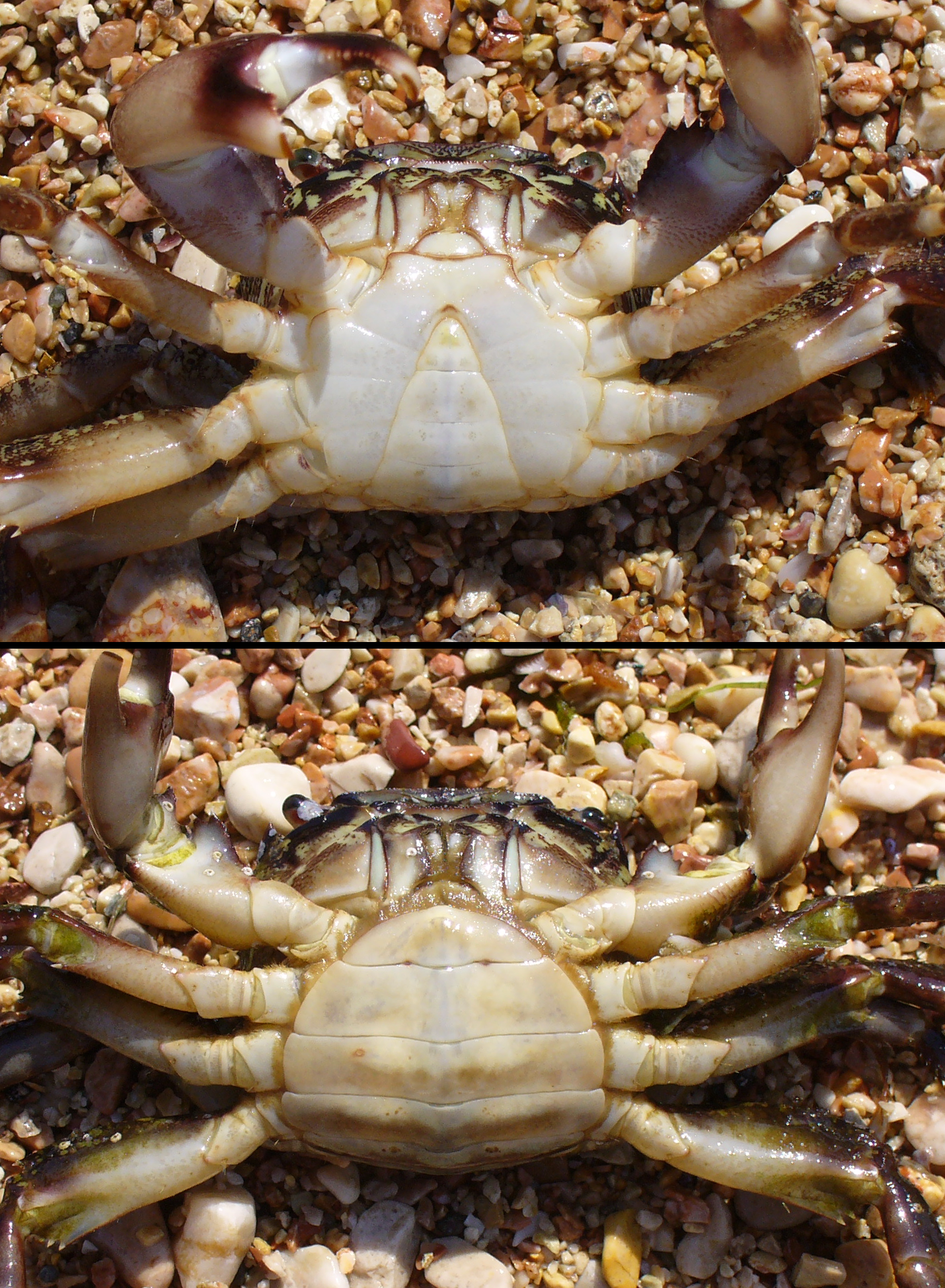
Rozdíl mezi samcem (nahoře) a samicí (dole) kraba měnlivého

Krab měnlivý dosahuje délky 22 až 36 milimetrů. Karapax je čtvercovitý, zbarvený hnědě a žlutě žíhaný. Na každé straně karapaxu jsou viditelné tři hrbolky, které jej odlišují od ostatních krabů z rodu Pachygrapsus. Klepeta jsou oproti jiným krabům spíše malá, pod nimi jsou po stranách karapaxu čtyři páry nohou. Plastron je zbarven bíložlutě. U samce je na plastronu vidět trojúhelník, u samice podélné pruhy. Samičí plastron je vyklopitelný a slouží k ukládání vajíček.

## Rozšíření
Krab měnlivý je jedním z nejvíce rozšířených mořských krabů. Hojně se vyskytuje na pobřeží ve Středozemním a Černém moři, ale i na východním pobřeží Atlantského oceánu u pobřeží Maroka, Portugalska, Španělska i Francie. V roce 1996 byl pozorován i na pobřeží kanálu La Manche a města Southampton. Především díky oteplování mělkých vod je krab měnlivý expanzivním druhem.

## Chování
Krab měnlivý se vyskytuje převážně na skaliskách u mořského pobřeží, ale je schopen žít i ve vodě. Díky rozmístění jeho noh je schopný velmi rychlého pohybu do strany. Je obtížné jej chytit, protože v ohrožení se snaží uniknout a schovává se ve skalních skulinách, nebo skáče do vody. Jedním z jeho největších predátorů je chobotnice pižmová (Eledone moschata).

## Potrava
Krab měnlivý je všežravcem. Živí se mořskými řasami a mlži, jako je slávka jedlá nebo svijonožci. Někdy se též živí přílipkami (např. přílipkou stlačenou), při jejich lovu je však většinou neúspěšný. Rovněž se u krabů měnlivých vyskytuje kanibalismus.
Larvy kraba měnlivého se živí planktonem a mohou přežít až 31 dní. To umožňuje vysokou úroveň genového toku mezi jednotlivými populacemi, díky čemuž je krab měnlivý velmi rychle schopen osidlovat nová prostředí.

## Galerie

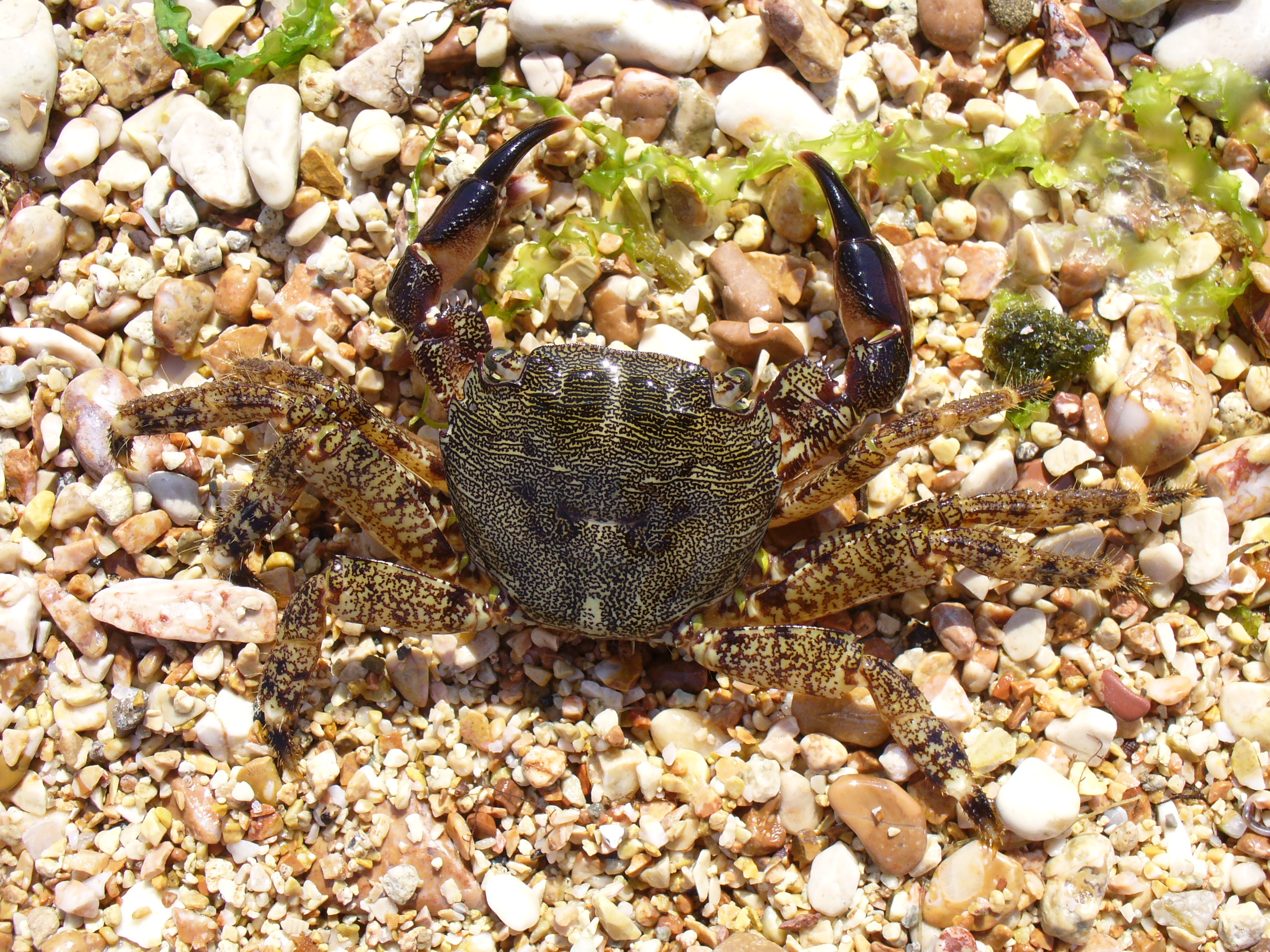
Krab měnlivý
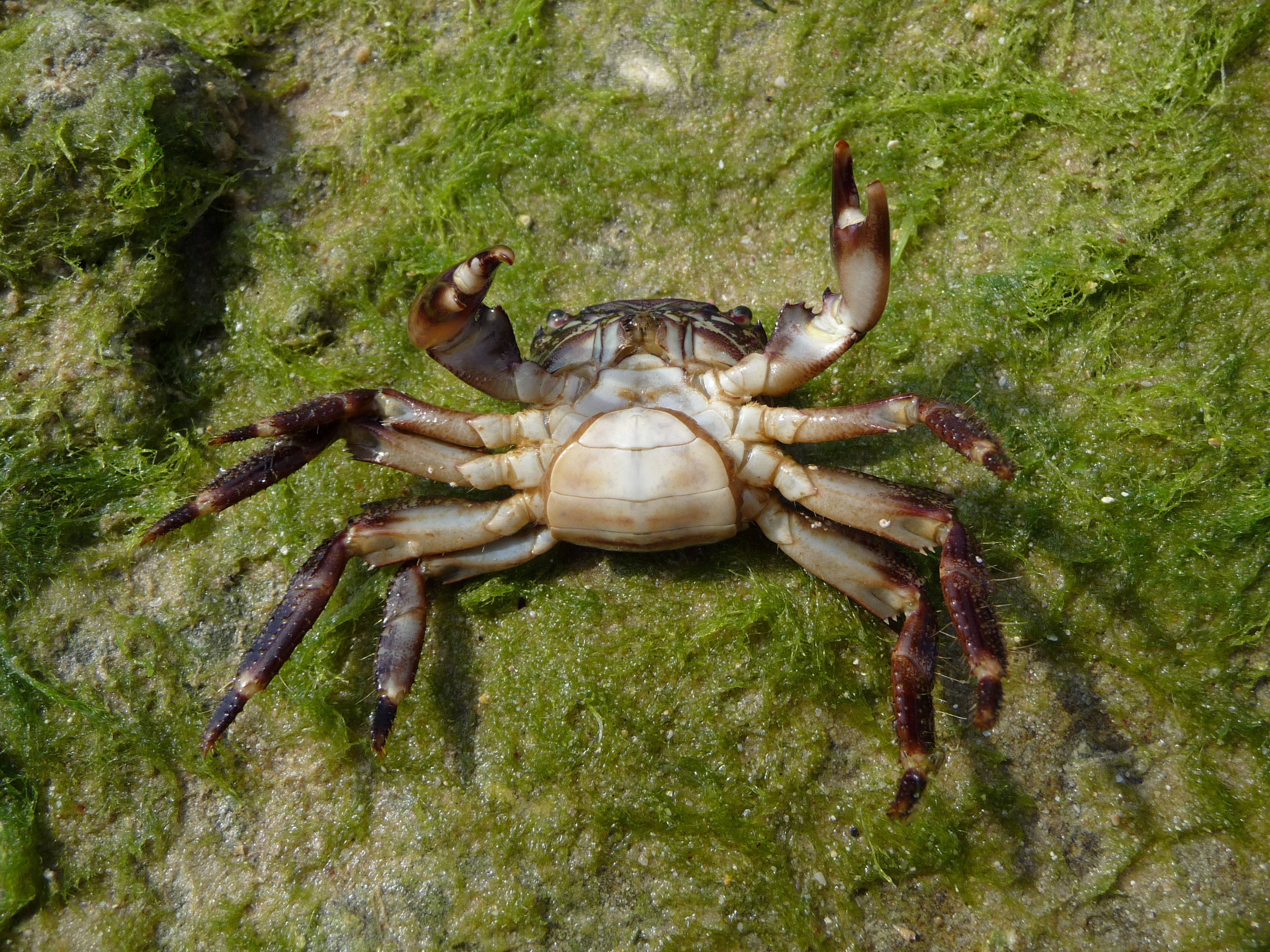
Plastron samice kraba měnlivého
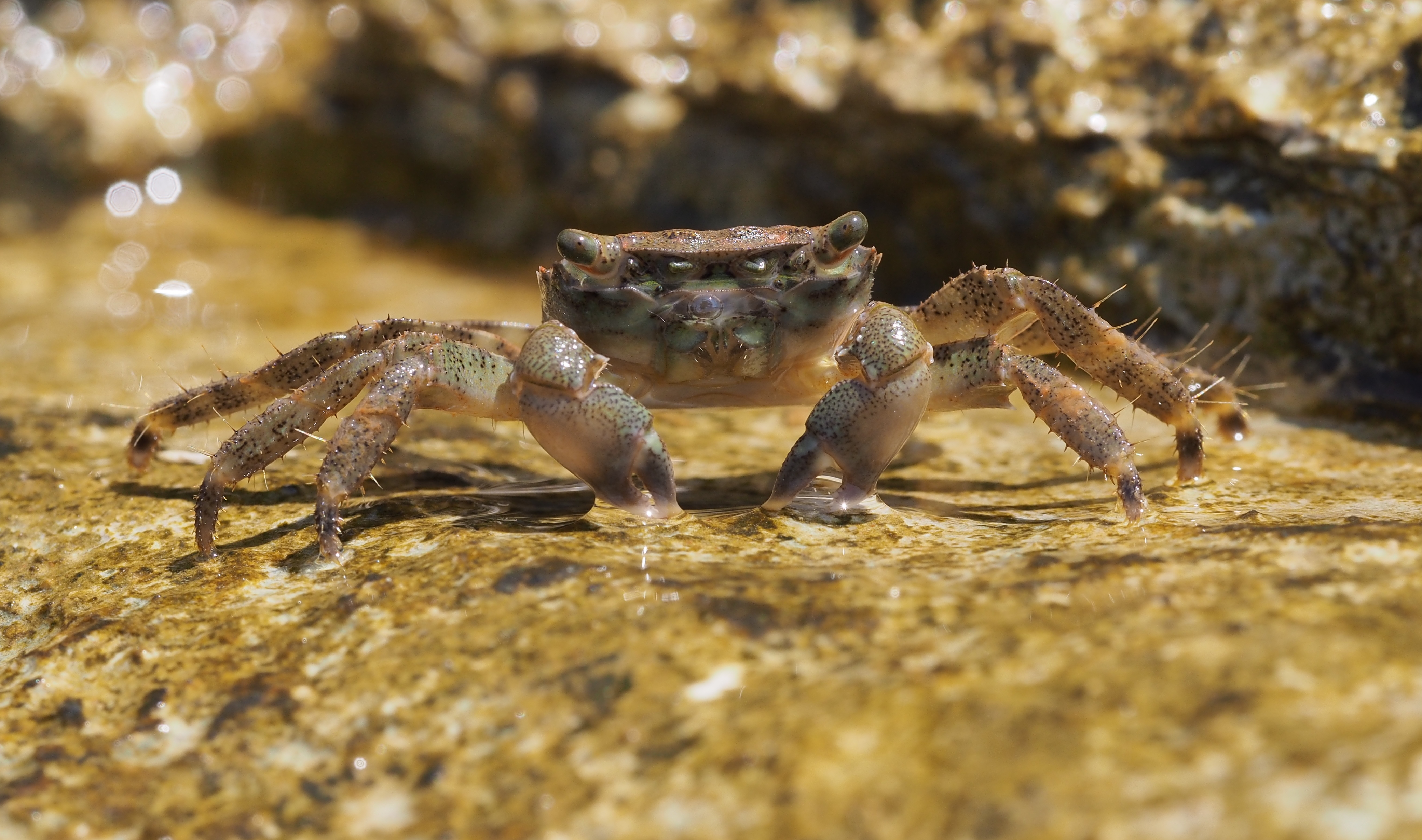
Krab měnlivý na pobřeží Istrie
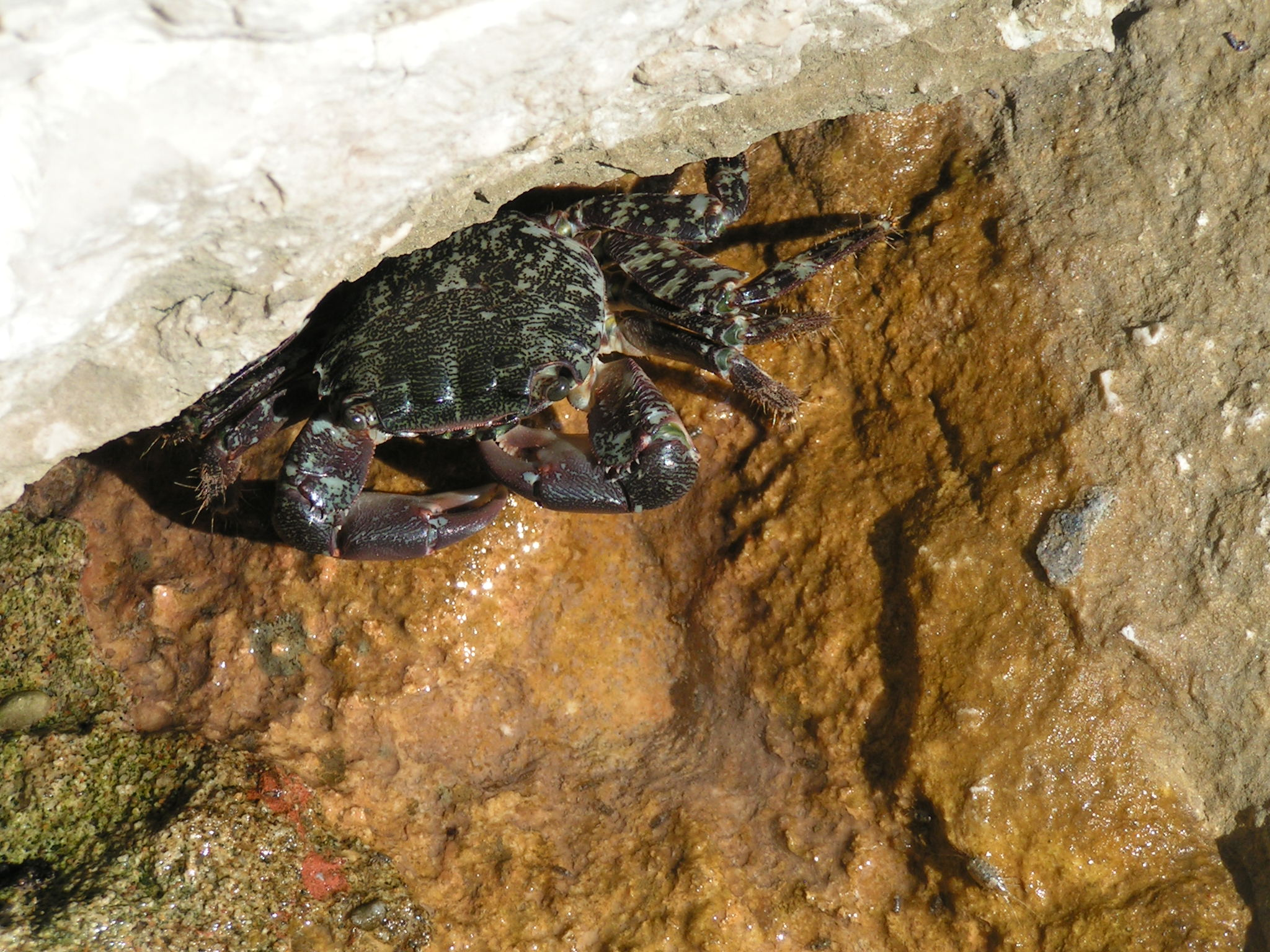
Krab měnlivý schovávající se ve skalní štěrbině
- Krabi měnliví během konzumace mořských řas
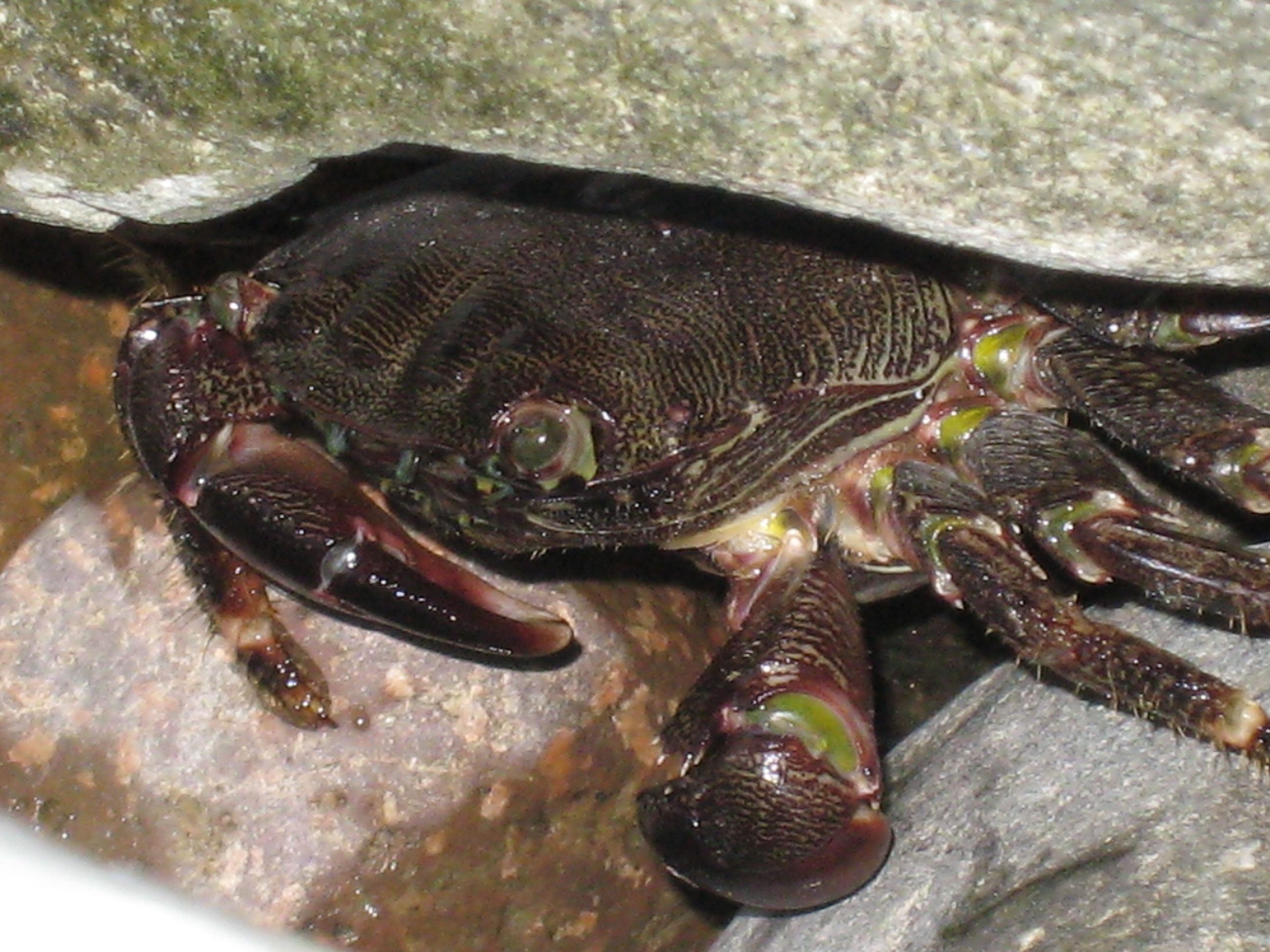
Krab měnlivý